# Государство Буэнос-Айрес
Государство Буэнос-Айрес (исп. Estado de Buenos Aires) — непризнанное государство, существовавшее в течение нескольких лет на территории аргентинской провинции Буэнос-Айрес. Государство возникло после свержения в провинции Буэнос-Айрес власти правительства Аргентинской конфедерации, объединившей под своей властью все остальные провинции страны. Государство Буэнос-Айрес существовало в период с 11 сентября 1852 года по 1861 год и фактически не зависело от правительства конфедерации, которое не признавалось им законным, в том числе было экономически независимо.

## Образование
После свержения губернатора Буэнос-Айреса Хуана Мануэля де Росаса губернатором Энтре-Риоса Хусто Хосе де Уркисой, провинциальные силы обосновались в Буэнос-Айресе. Военный триумф Уркисы воплотился в организацию страны посредством федеральной конституции Аргентинской конфедерации. Среди мер, наложенных на Буэнос-Айрес, была национализация таможенных доходов его порта и федерализация тогдашней столицы Буэнос-Айреса, которая впоследствии стала столицей Конфедерации. Это не понравилось жителям Буэнос-Айреса, благосостояние которых было намного выше, чем в остальных провинциях, благодаря доходам от таможни. Таким образом, некоторые группы политиков поддержали исключение Буэнос-Айреса из вновь созданной конституционной Конфедерации.
В результате революции 11 сентября 1852 года сторонники отделения от конфедерации пришли к власти. Уркиса отказался свергать новую буэнос-айресскую власть, посчитав, что она пользуется поддержкой народа. Провинция Буэнос-Айрес заявила, что не признает никакой национальной власти над собой.
Контрреволюция декабря того же года, возглавляемая полковником Иларио Лагосом, убедила Уркису попытаться воссоединить страну силой, особенно когда армия Буэнос-Айреса потерпела поражение в битве при Сан-Грегорио и Лагос осадил город Буэнос-Айрес. Несмотря на присутствие войск Уркисы среди осаждающих и морскую блокаду города, финансовое и экономическое превосходство правительства Буэнос-Айреса вынудило Лагос и Уркису снять осаду в середине следующего года.

## Политическое устройство
После революции 11 сентября 1852 года губернатором был назначен генерал Мануэль Гильермо Пинто, первый губернатор провинции Буэнос-Айрес. Конституция была утверждена в 1854 году и во многом была схожа с конституцией Аргентины 1853 года. Срок полномочий губернатора был установлен в четыре года, в противоположность шести годам, установленным в конфедерации. Конституция Буэнос Айреса признавала официальной религией католичество, в то время как в конфедеративной конституции значилось: «федеральное правительство поддерживает римскую католическую апостольскую религию». Выборы губернатора производились палатой представителей. 28 июня 1853 года юрист Пастор Облигадо был избран губернатором и пробыл на этом посту полный срок. Существовала Законодательная ассамблея, состоящая из сената и палаты представителей.
Пастор Облигадо создал национальный монетный двор под эгидой Банка провинции Буэнос-Айреса и для субсидий промышленности и торговли. Была установлена регулируемая ставка на продажу земли. 30 августа 1857 года была открыта первая линия железной дороги, спроектированной британским инженером Уильямом Брэгге. Перепись, проведенная 17 октября 1855 года, установила, что население государства Буэнос-Айрес составляет 248 498 человек, из которых 71 438 жили в столице.

## Конфликт с Конфедерацией и роспуск
Весь период своего существования государство находилось в состоянии перманентного конфликта с Конфедерацией. Постоянный дефицит бюджета в Конфедерации побудил правительство Уркисы создать порт Росарио и заключить соглашения о свободной торговле с портом Монтевидео (в ущерб Буэнос -Айресу). Ухудшение отношений привело к переизбранию Валентина Альсины в качестве губернатора в конце 1858 года, а в феврале 1859 года Альсина принял ответные тарифы против товаров Конфедерации. Напряженность привела к войне. 23 октября 1859 года произошло сражение при Сепеде, победу в котором одержали войска Хусто Уркисы. Переговоры привели к пакту Сан-Хосе-де-Флорес от 11 ноября 1859 года, который предусматривал ряд конституционных поправок и привел к другим уступкам, включая продление на таможенную концессию провинции и меры, приносящие пользу Банку провинции Буэнос-Айрес. Несмотря на уступку Конфедерации новый правитель Буэнос-Айреса Бартоломе Митре отменил договор Сан-Хосе, что привело к возобновлению гражданской войны. 
17 сентября 1861 года состоялась битва при Павоне, в результате которой войска Буэнос-Айреса одержали победу над конфедератами. В результате поражения Уркиса и все поддерживавшие его губернаторы ушли в отставку. Несмотря на победу, Митре высказал свою приверженность принципу единства страны и согласился на воссоединение Буэнос-Айреса с остальной Аргентиной, но на условиях мятежной провинции. В частности, было установлено, что в течение пяти лет жители провинции будут присваивать себе часть дохода от осуществляемых здесь таможенных операций.
Таким образом, государство Буэнос-Айрес в 1861 году прекратило своё существование и воссоединилось с Аргентиной. 12 декабря 1861 года Аргентинская конфедерация была заменена Аргентинской Республикой. Митре в 1862 году был избран президентом воссоединённой республики.